# Mauricio Díaz
Mauricio Hernán Díaz Castro (7 de agosto de 1968) es un exatleta chileno.
Representó a su país nativo en los Juegos Olímpicos de Sídney 2000. En dicha oportunidad logró su mejor rendimiento personal y plusmarca nacional en los 10 mil metros masculinos, finalizando con un tiempo de 28:05.61. También logró plusmarcas chilenas en los 3000 metros (7:54,39), logrado en 2002, y los 5000 metros (13:23,68), logrado en 2001.

## Logros
| Representando Chile | Representando Chile                  | Representando Chile                 | Representando Chile | Representando Chile |
| ------------------- | ------------------------------------ | ----------------------------------- | ------------------- | ------------------- |
| 1999                | Campeonato Mundial de Campo a Través | Belfast, Irlanda del Norte          | 32.º                | Carrera larga       |
| 2000                | Campeonato Mundial de Campo a Través | Vilamoura, Portugal                 | 36.º                | Carrera larga       |
| 2001                | Campeonato Mundial de Campo a Través | Ostende, Bélgica                    | 31.º                | Carrera larga       |
| 2002                | Campeonato Mundial de Campo a Través | Dublín, Irlanda                     | 38.º                | Carrera larga       |
| 2003                | Juegos Panamericanos                 | Santo Domingo, República Dominicana | 5.º                 | 5000 m              |
| 2004                | Campeonato Mundial de Campo a Través | Bruselas, Bélgica                   | 41.º                | Carrera larga       |
| 2005                | Campeonato Mundial de Campo a Través | Saint-Étienne, Francia              | 40.º                | Carrera larga       |